# Зернова, Руфь Александровна
Руфь Александровна Зернова (настоящая фамилия Зевина; 15 февраля 1918, Калараш, Оргеевский уезд, Бессарабская губерния — 15 ноября 2004, Иерусалим) — русская писательница и переводчик.

## Биография
Родилась 15 февраля 1918 года в местечке Калараш Бессарабской губернии, в еврейской семье. Отец Александр Борисович (Несанел Берович) Зевин (1889—1956); мать — Татьяна Марковна (Тауба Мордковна) Зевина (1895—?), учительница младших классов. Дед, нежинский мещанин Израиль-Бер Гамшеевич Зевин, был раввином местечка Тузора Оргеевского уезда. В 1918 году семья поселилась в Одессе, где Руфь Зернова в 1936 году окончила среднюю школу.
Работала военным переводчиком во время Гражданской войны в Испании при советском дипломатическом представительстве, была ранена. Окончила филфак ЛГУ (1947).
6 апреля 1949 года арестована по обвинению в «распространении антисоветских клеветнических измышлений», 7 июля того же года приговорена Ленгорсудом к 10 годам ИТЛ. По определению Судебной Коллегии Верховного Суда РСФСР от 29 мая 1954 срок был снижен до пяти лет, и она освобождена за отбытием наказания. Реабилитирована в 1961 году.
С 1955 года известна как писатель. Печаталась в журналах «Новый мир», «Юность», «Звезда», «Огонёк» и др. Выпустила несколько сборников рассказов и повестей. Автор воспоминаний о Гражданской войне в Испании. Член Союза писателей СССР с 1964 года.
В 1976 году эмигрировала в Израиль. Переводила книги Э. Визеля и воспоминания Голды Меир «Моя жизнь» (издательство «Библиотека-Алия», Иер., 1984). Также ей принадлежит первый перевод на русский язык классической «Истории русской литературы» Д. Мирского.
Опубликовала сборники «Женские рассказы» (1981), «Это было при нас» (1988), «Израиль и окрестности» (издательство «Библиотека-Алия», Иер., 1990), книгу мемуарной прозы «Длинные тени» (1996). Её произведения переведены на польский, чешский, словацкий, итальянский и английский языки.

## Семья
Муж — литературовед, историк литературы Илья Серман; сын — фотограф Марк Ильич Серман; дочь — Нина Ставиская.
Сестра — Ноэми Александровна Зевина (1924—2015), пианистка, концертмейстер, музыкальный педагог в Саратовской консерватории.

## Сочинения
- Скорпионовы ягоды (1961)
- Свет и тени (1963)
- Бакалао (1963)
- Длинное-длинное лето (1967)
- Солнечная сторона (1968)
- Рассказы про Антона (1968)
- Исцеление (?)
- Немые звонки (1974)
- Женские рассказы (1981)
- Это было при нас (Иерусалим, 1988)
- Израиль и окрестности (1990)
- Длинные тени (1996)
- На море и обратно (Иерусалим, 1998)